# Черкаський залізничний транспорт

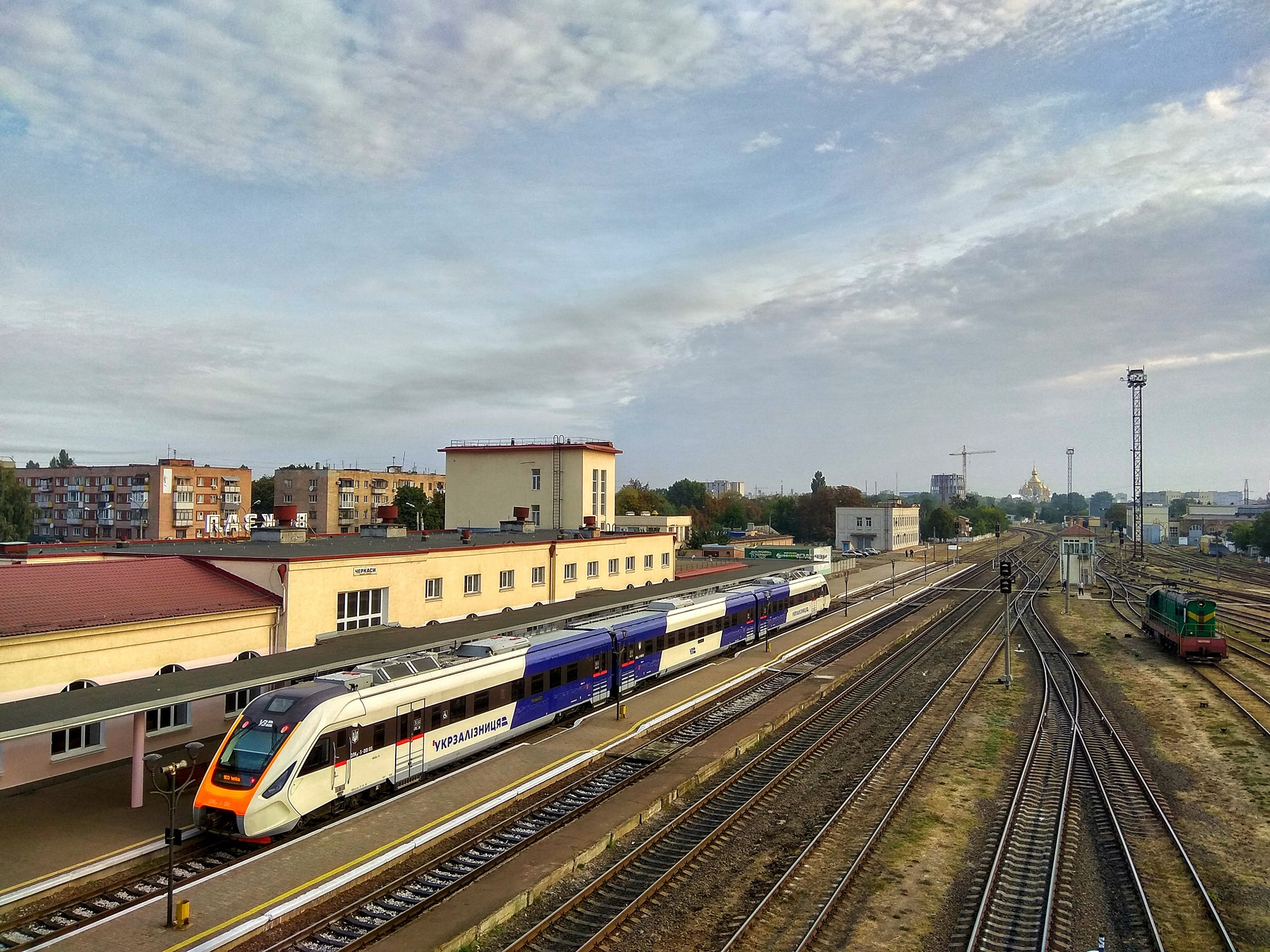
Дизель-поїзд ДПКр-3-001 на станції Черкаси

Черка́ський залізничний транспорт — транспортне господарство міста Черкаси, що займається залізничними перевезеннями в межах міста та для зв'язку з іншими залізничними вузлами країни.
Залізничний транспорт Черкас включає в себе:
- Залізничні колії:
  - основна залізнична гілка, довжина в межах міста від об'їзної дороги (колійний пост 894 км) до мосту (колійний пост 882 км) — 12,3 км;
  - приймально-відправні колії станцій — 2,5 км;
  - під'їзні колії підприємств — до 60 км.
- Залізничні станції: Черкаси, Заводська, Змагайлівка;
- залізничні вокзали: Черкаський залізничний вокзал та колишній вокзал туристичних поїздів (Нині Пункт підготовки вагонів ППВ ст. Черкаси філії "Пасажирська компанія");
- пасажирські залізничні зупинні пункти: Соснівка, ЗТА, Буддеталь;
- колійні пости: 882 км, 894 км;
- Локомотивне депо Черкаської філії ПрАТ "Київ-Дніпровське МППЗТ", СП "ЧКРМЗ" філії "ЦРЕКМ".

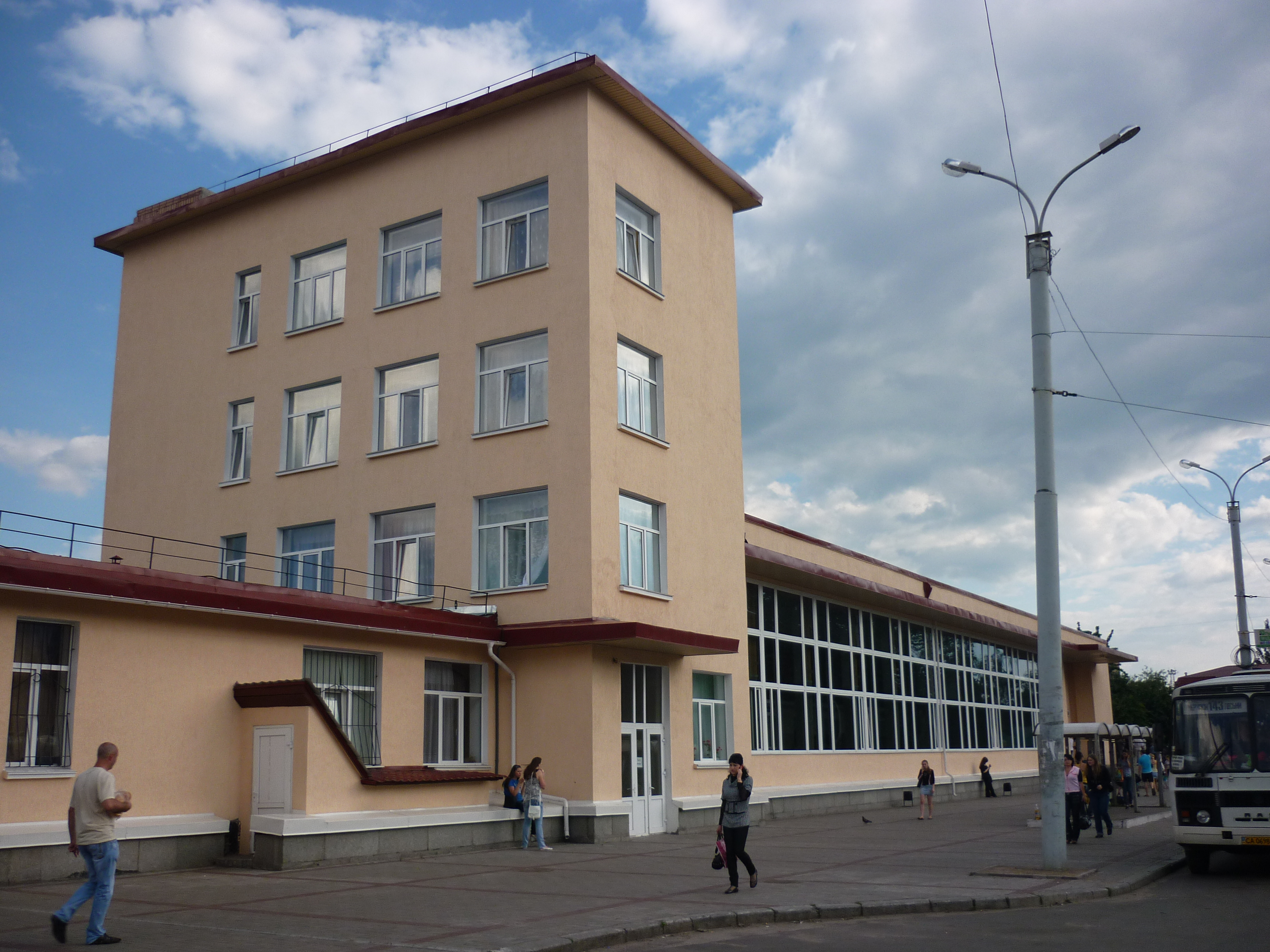
Залізничний вокзал станції Черкаси
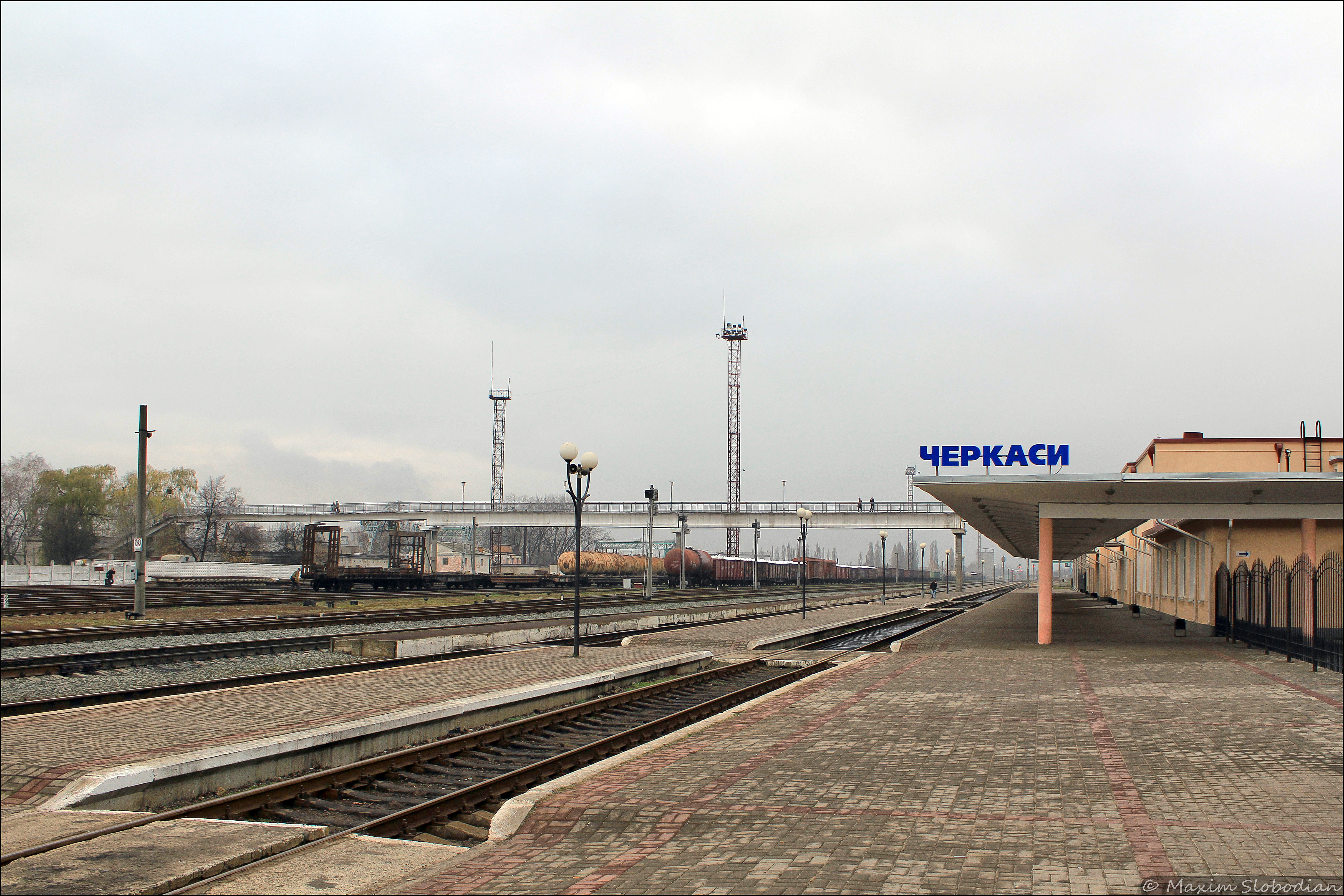
Платформи станції
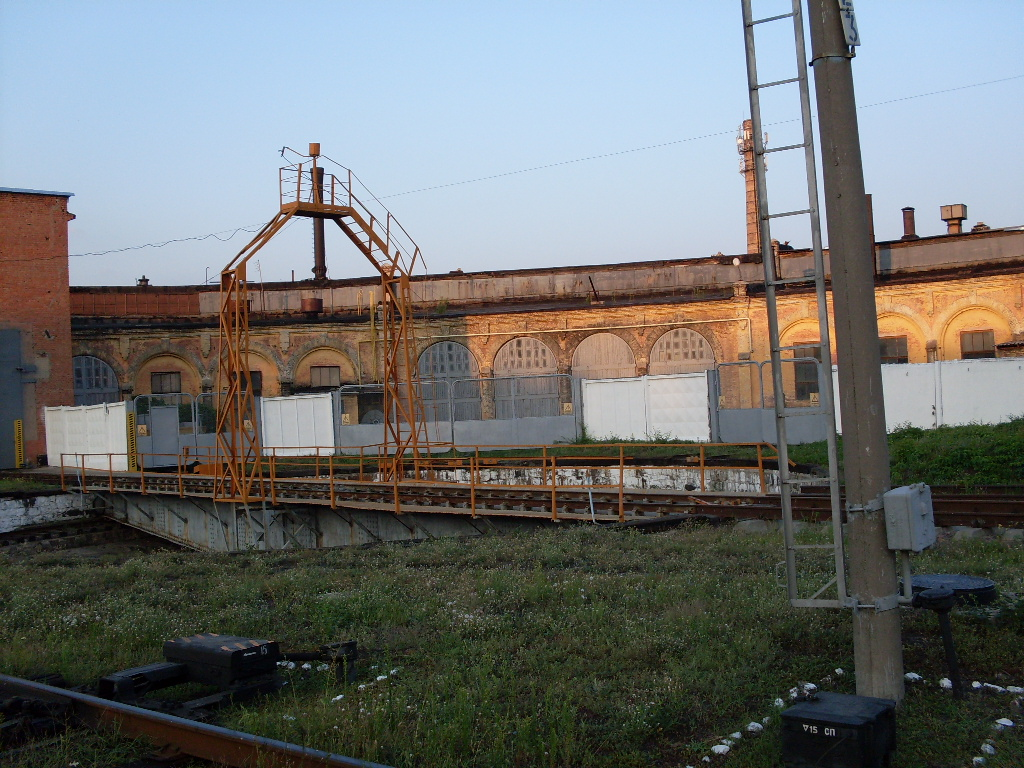
Локомотивне депо
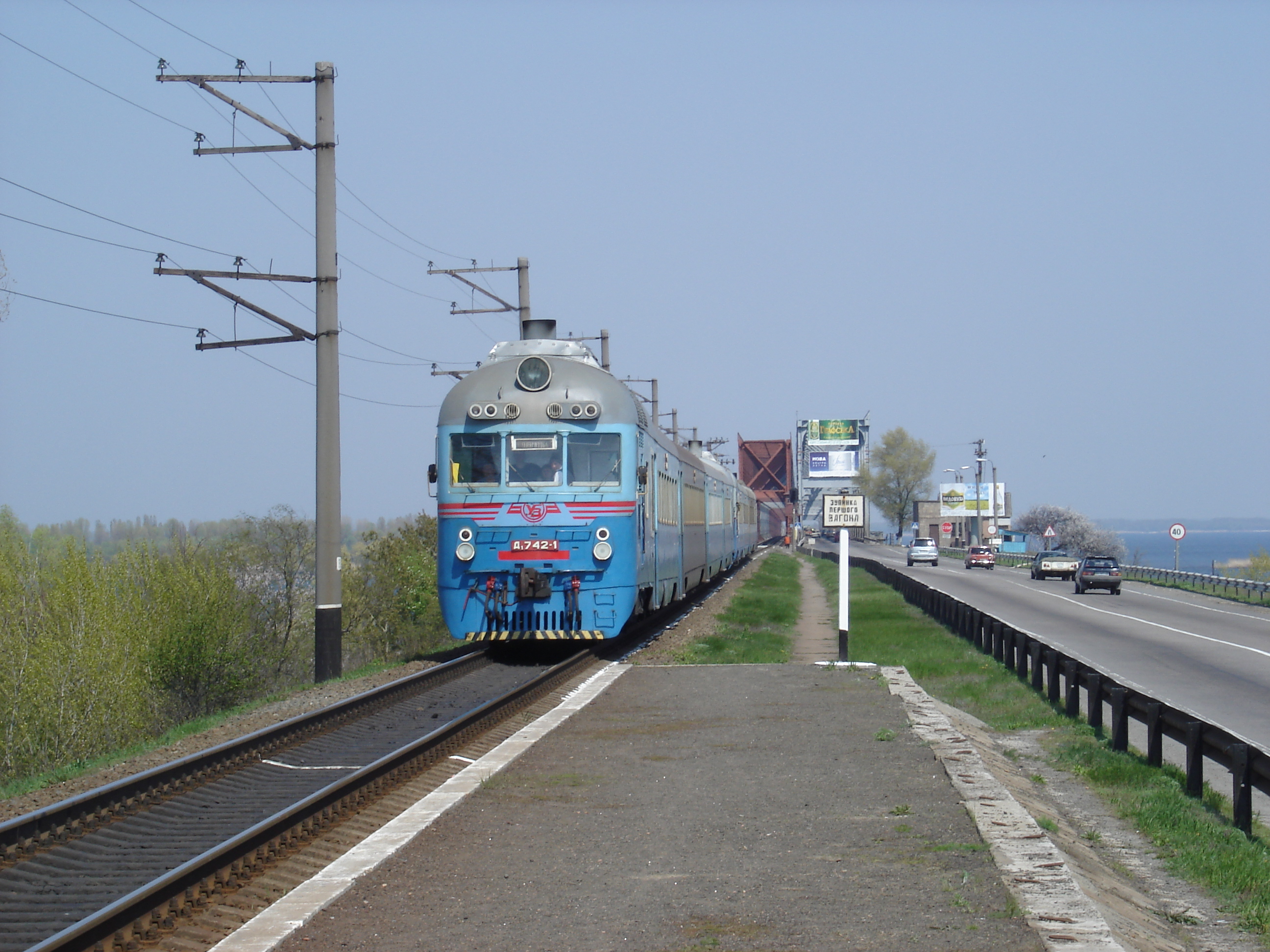
Дизель-поїзд Д1 на зупинному пунті Соснівка

| Черкаси | Це незавершена стаття про Черкаси. Ви можете допомогти проєкту, виправивши або дописавши її. |